# South Dragons
Die South Dragons waren eine professionelle Basketball-Mannschaft der australasischen National Basketball League (NBL) aus der im australischen Bundesstaat Victoria gelegenen Stadt Melbourne. Das Team gründete sich 2007 und löste sich im Jahr 2009 wieder auf.

## Erfolge
- Bestes Team der regulären Saison (1): 2009
- NBL-Meister (1): 2009
- Playoff-Teilnahmen (2): 2007, 2009
- Final-Teilnahmen (1): 2009

## Saisonbilanzen
- Meister der NBL
- Vizemeister der NBL

| Saison | Platz | Spiele | Siege | Niederlagen | Siegquote in % | PlayOffs                       |
| ------ | ----- | ------ | ----- | ----------- | -------------- | ------------------------------ |
| 2007   | 7     | 33     | 15    | 18          | 45,5           | im Viertelfinale ausgeschieden |
| 2008   | 13    | 30     | 5     | 25          | 16,7           | nicht qualifiziert             |
| 2009   | 1     | 30     | 22    | 8           | 73,3           | im Finale gewonnen             |

## Trainerhistorie
- Mark Price & Shane Heal: 2006–2007
- Shane Heal & Guy Molloy: 2007–2008
- Brian Goorjian: 2008–2009